# Francesco di ser Nardo da Barberino

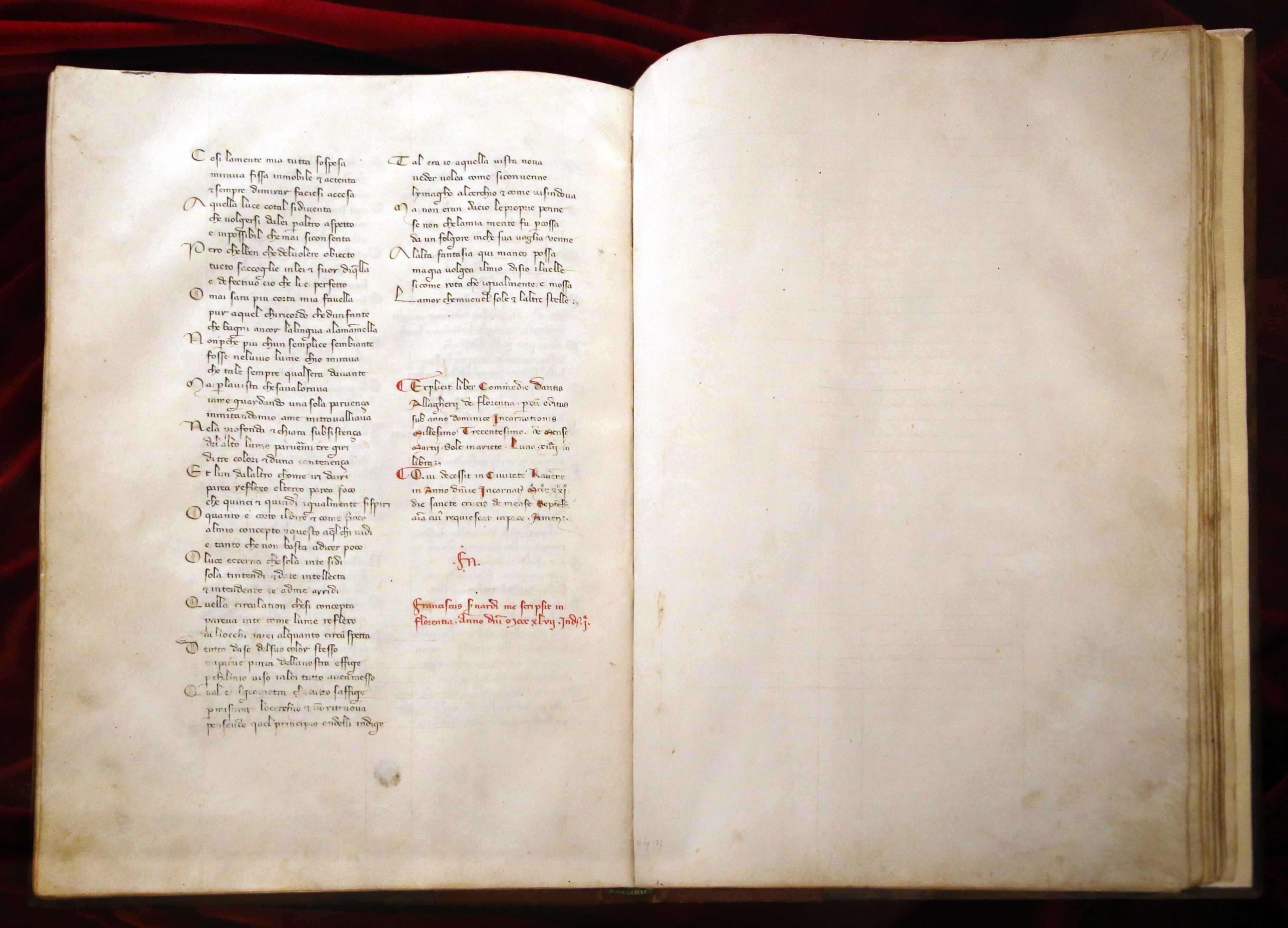
Francesco di ser Nardo da Barberino, Commedia di Dante e Consolatione di Boezio, 1347-1348 (BML, pl. 90 sup. 125)

Francesco di ser Nardo da Barberino (Barberino in Val d'Elsa, ...) è uno scrittore italiano, attivo negli anni '30 del XIV secolo a Firenze famoso per aver realizzato di proprio pugno alcuni dei più antichi codici danteschi.

## Biografia
Le notizie biografiche relative a Francesco sono pochissime: si sa che nacque in Barberino, nella Val di Pesa, e che fu attivo a Firenze come amanuense negli anni '30 del XIV secolo, continuando poi la sua attività fino agli anni '50. In questa città si distinse per aver ricopiato di proprio pugno la Commedia di Dante Alighieri, scomparso da poco più di un decennio, donando ai posteri cinque codici che sono gli antesignani di quelli detti "Danti del Cento":
- Il Codice Trivulziano 1080, conservato attualmente a Milano presso la Biblioteca Trivulziana
- Il Laurenziano Pluteo 90 sup. 125 (detto anche Gaddiano), conservato a Firenze presso la Biblioteca Medicea Laurenziana
- Infine, frammenti del Purgatorio conservati presso l'Archivio di Stato di Modena.

Altri manoscritti a lui ricondotti:
- BNCF II.I.135, ai ff. 25r-64v: Giovanni Villani, Nuova cronica, V 27 58-VIII 93 57, in littera textualis. Riconosciuto da Teresa De Robertis.
- BAV Chig.L.VIII.296: Giovanni Villani, Nuova cronica. Riconosciuto da Teresa De Robertis.